# Guaiacum palmeri
Guaiacum palmeri är en pockenholtsväxtart som beskrevs av Anna Murray Vail. Guaiacum palmeri ingår i släktet Guaiacum och familjen pockenholtsväxter. Inga underarter finns listade i Catalogue of Life.